# هانيلور برينر
هانيلور برينر (بالألمانية: Hannelore Brenner)‏ هي فارسة ‏ ألمانية، ولدت في 21 يونيو 1963 في لونبورغ في ألمانيا.